# 완도군
완도군(莞島郡)은 대한민국 전라남도 남해상의 완도와 265개의 섬으로 형성된 군이다.
리아스식 해안으로 갯벌과 바닷말이 숲을 이루고 바다 밑에는 게르마늄이 다량 함유된 맥반석과 초석이 깔려 있어 영양염류가 풍부하여 2,200여종의 바다생물이 서식하고 있다. 전복은 대한민국 생산량의 81%, 다시마·미역·매생이·김 등 해조류 60%의 생산량을 차지하고 있어 수산업이 발달하였다.
완도군은 연륙교인 완도대교를 통해 해남을 거쳐 육지와 연결된다. 1981년 완도항이 제1종항으로 승격된 이후 현대식 항구시설을 완공하였고, 1991년 국제항으로 승격되었다. 완도항은 연안 섬의 정기연락선 기항지이며, 제주항과 내륙을 잇는 가장 가까운 지점이다.

## 역사
- 백제 : 새금현(현재의 해남군) 관할
- 828년(신라 흥덕왕 3년) : 장보고, 청해진 설치
- 851년(신라 문성왕 13년) : 청해진 폐지, 거주민 벽골군 (현 전북특별자치도 김제시) 강제 이주
- 1271년(고려 원종 12년) : 삼별초의 난 때 송징 장군 입도
- 1352년(고려 공민왕 원년) : 주민 입주 허용
- 1449년(조선 세종 31년) : 주민 거주 금지령 공포
- 1522년(조선 중종 17년) : 가리포진(加里浦鎭) 설치, 첨사(僉使)를 둠
- 1608년(조선 선조 41년) : 해금령이 풀려 주민 재입주 허용
- 1896년 : 영암·강진·해남·장흥의 4개 군에 속했던 도서를 통합하여 완도군 설치 (21면)
- 1912년 : 완도군 내면을 군내면으로, 외면을 군외면으로 개칭하고, 고금농면(古今農面)과 고금남면(古今南面)을 고금면(古今面)으로, 노화동면(蘆花東面)과 노화서면(蘆花西面), 잉도면(芿島面)을 노화면(蘆花面)으로, 청산면(靑山面)과 모도면(茅島面)을 청산면(靑山面)으로 합면하였다. (17면)
- 1914년 4월 1일 : 팔금면을 무안군에, 득량도를 고흥군에 각각 이속하고, 상·하추자면과 보길면 횡간도를 추자면으로 통합해 제주도(濟州島)에 이속, 삼마도는 해남군에, 군내면의 가우도는 강진군에 이속되었다.[2] (8면)

| 조선총독부령 제111호                                  |             |
| 구 행정구역                                           | 신 행정구역 |
| 완도군 평일면(平日面), 금당면(金塘面), 생일면(生日面) | 금일면 일원 |
| 완도군 노화면(蘆花面), 보길면(甫吉面)                 | 노화면 일원 |
| 완도군 신지면(薪智面) 일원                            | 신지면 일원 |
| 완도군 고금면(古今面), 조약면(助藥面)                 | 고금면 일원 |
| 완도군 여서면(麗瑞面), 청산면(靑山面)                 | 청산면 일원 |
| 완도군 소안면(所安面) 일원                            | 소안면 일원 |
| 완도군 군내면(郡內面) 일부                            | 군내면 일원 |
| 완도군 군내면 일부, 군외면(郡外面) 일원               | 군외면 일원 |
| 조선총독부령 제111호 |             |                                                                                            |
| 구 행정구역 | 신 행정구역 | 신 행정구역                                                                                |
| 평일면 척치리 일부, 월송리 일부/동송리 일부/동백리 일부, 월송리 일부/동백리 일부, 신평리/구동/감목리 일부/월송리 일부, 동송리 일부/금당면 충도, 화전리/감목리 일부/척치리 일부, 도장리/일정리, 소랑리/죽동, 장도리/원도리                                                                        | 금일면      | 척치리, 월송리, 동백리, 신구리, 충동리, 화목리, 장정리, 사동리, 장원리                     |
| 금당면 가학리, 차월리/허우도, 육동/삼산리 | 금일면      | 가학리, 차우리, 육산리                                                                     |
| 생일면 유촌/서성리, 금곡리, 굴전리/용출리 | 금일면      | 유서리, 금곡리, 봉선리                                                                     |
| 노화면 충도리, 내리, 이목리/포전리/지방리/소당리, 동고지 일부/천구미/여동, 동고지 일부/구목리/석중리, 신목리/양하리 일부/산양진/신리/삼막동 일부, 방축리/서리, 북고지/삼막동 일부/미라리/양하리 일부/염등리 일부, 염등리 일부/당산리/당포리/대당리 일부, 도상리/도하리/양지리/소당리/대당리 일부 | 노화면      | 충도리, 내리, 이포리, 동천리, 구석리, 신양리, 방서리, 고막리, 등산리, 도창리               |
| 보길면 중리/통리/백도리/여항리/흘동, 부용리/황원리/보옥리, 예동리/월송리, 정서리/정동리/선창구미 | 노화면      | 중통리, 부황리, 예송리, 정자리                                                             |
| 신지면 송곡, 신리, 월복리/양지리/가인리, 대평리/금곡리/덕월리/양천리, 동고지 | 신지면      | 송곡리, 신리, 월양리/신상리, 대곡리, 동고리                                                |
| 고금면 상정리, 백운리/농상리/영부리/대곡리/도암리/대평리, 신장동/내동/세동/항동, 청학리/용지리/용초리, 가마리/교동, 칠인리/중목리/옹암리/장항리, 장중리/봉암리/도암리/대곡리, 동백정/동촌/유자리/대평리, 장리/계동/장치동/척찬리, 덕동/도동                                                      | 고금면      | 상정리, 농상리, 세동리, 청용리, 가교리, 봉명리, 회룡리, 덕암리, 도남리, 덕동리             |
| 조약면 우두리/천동/화가리/여동/관동리/고금면 넙고리, 가래동/죽선리/탄동리/구성리/여동, 당목리/신흥리/어두리/가사중리, 관서리/관동리, 상득암/하득암/사동 | 고금면      | 우두리, 장용리, 해동리, 관산리, 득암리                                                     |
| 청산면 도청리/읍리 일부, 당리 일부/도락리, 읍리 일부/당리 일부, 청계리, 신풍리/부흥리 일부, 양지리/중흥리 일부, 중흥리 일부/동촌리 일부, 동촌리 일부, 신해리/신흥리/진산리 일부/중흥리 일부, 국화리/진산리 일부/부흥리 일부/지리 일부, 지리 일부, 모동리/모서리/소모도                           | 청산면      | 도청리, 당락리, 읍리, 청계리, 부흥리, 양중리, 상동리, 동촌리, 신흥리, 국산리, 지리, 모도리 |
| 여서면 동리/상리/중리 | 청산면      | 여서리                                                                                     |
| 소안면 비동리/비서리 일부, 이남리/이목리/월항리/북서리, 가학리/미라리 일부/비서리 일부, 맹선리 일부, 동진리/서중리/소진리, 부상리/부흥리/미라리 일부/맹선리 일부, 자지리, 횡간도 | 소안면      | 비자리, 이월리, 가학리, 맹선리, 진산리, 미라리, 자지리, 횡간리                             |
| 군내면 군내리, 대가용리/소가용리/가마구미, 죽청리, 장좌리, 망리/석장리, 중분리 일부/도암리, 중분리 일부/화개리 일부, 화개리 일부/부흥리, 대구미/신정리 | 군내면      | 군내리, 가용리, 죽청리, 장좌리, 망석리, 중도리, 정도리, 화흥리, 대신리                     |
| 군내면 영풍리/사후도, 불목리/고마도, 완동/달도리, 황진리 일부/용계, 대산리/갈문리/화학동 | 군외면      | 영풍리, 불목리, 원동리, 신학리 일부, 대문리                                                |
| 군외면 대야소리, 방축리/대산리/신흥리, 삼장리/두읍리, 당인리/백일도/흑일도/서화도 | 군외면      | 대야리, 신학리 일부, 황진리, 삼두리, 당인리                                                |
- 1922년 : 완도군 군내면을 완도면으로 개칭하였다.
- 1943년 10월 1일 : 완도면을 완도읍으로 승격하였다.[3] (1읍 7면)
- 1949년 4월 1일 : 고금면 조약도가 분리되어 약산면이 설치되었다. (1읍 8면)
- 1962년 1월 27일 : 금당도에 금일면 금당출장소가 설치되었다.
- 1964년 8월 24일 : 모도에 청산면 모도출장소, 넙도에 노화면 넙도출장소가 설치되었다.
- 1971년 5월 24일 : 생일도에 금당면 생일출장소가 설치되었다.
- 1973년 7월 1일 : 군외면 대야리가 완도읍에 편입되었다.
- 1980년 12월 1일 : 금일면이 금일읍으로, 노화면이 노화읍으로 각각 승격하였다.[4]
- 1982년 ??월 ??일 : 소안면 자지리를 당사리로 개칭하였다.
- 1982년 10월 1일 : 보길도에 노화면 보길출장소가 설치되었다.
- 1986년 4월 1일 : 금일읍 금당출장소를 금당면으로, 노화읍 보길출장소를 보길면으로 분리시켰다.
- 1989년 4월 1일 : 금일읍 생일출장소를 생일면으로 분리시켰다.

## 지리
섬들이 많이 위치해 있으며, 제주특별자치도와는 제주해협을 통해 접해 있다. 완도군의 해역 중 상당 부분은 다도해해상 국립공원에 속한다. 서쪽으로 해남군, 진도군 북쪽으로 강진군, 장흥군 동북쪽으로 고흥군 동쪽으로 여수시와 접해 있다.
소안군도는 소안도, 보길도, 노화도, 횡간도, 당사도 등을 포함한 50여 개의 섬으로 이루어져 있다. 소안도는 전체면적이 23km2, 해안선의 길이 42km이다. 소안도의 선착장에 도착하면 양옆으로 넓게 펼쳐진 섬의 전경이 한눈에 들어온다. 소안도에는 소안 항일운동기념탑, 맹선리와 미라리 상록수림, 미라8경, 미라해수욕장, 괴목해수욕장, 부상해수욕장, 진상리해수욕장이 있다.
보길도는 면적이 33km2에 해안선의 길이가 41km에 이르는 고산 윤선도의 오래된 낙원이다.

## 자연여건
산소와 음이온 발생량 대도시의 50배
265개섬, 다양한 수산생물이 풍부한 완도
완도의 바다는 갯벌, 해조류 숲, 맥반석과 초석등이 물을 정화하여 청정한 바다를 만들고 이러한 청정해역에서 생산된 해조류는 최고의 맛을 자랑한다.
완도의 자연여건

### 완도군에 속한 섬들
- 완도 - 완도읍, 군외면
- 고금도 - 고금면
- 금당도 - 금당면
- 노화도 - 노화읍
- 당사도 - 소안면
- 보길도 - 보길면
- 생일도 - 생일면
- 소안도 - 소안면
- 신지도 - 신지면
- 여서도 - 청산면
- 조약도 - 약산면
- 청산도 - 청산면

청산도(靑山島)는 대한민국 남해 연안의 섬으로, 전라남도 완도군 청산면의 주도(主島)이다. 대모도, 소모도, 여서도, 장도등 4개의 유인도와 여러 무인도로 이루어져 있으며 사시사철 섬이 푸르다고 해서 '청산도'라 부른다. 맑고 푸른 다도해와 조화를 이루는 아름다운 풍경으로 인해 예로부터 신선이 산다는 섬이라 해서 '선산(仙山)' 또는 '선원(仙源)'이라고도 불렀다.
- 평일도 - 금일읍

### 사수도 문제
제주특별자치도와 완도군 사이엔 사수도 문제가 있으며, 장수도는 완도군에서 부르는 이름이다. 현재 사수도는 제주특별자치도에서 관리하고 있지만, 완도군에선 이 섬이 장수도로 불리며 완도군에 소속되어 있다고 주장한다.
이에 북제주군은 2005년 헌법소원을 했으며, 2008년 헌법재판소가 제주특별자치도에 속함을 확인했다.

### 기후
| 완도지역기상서비스센터 (완도군 군외면 불목리, 해발 35.37m)의 기후 | 완도지역기상서비스센터 (완도군 군외면 불목리, 해발 35.37m)의 기후 | 완도지역기상서비스센터 (완도군 군외면 불목리, 해발 35.37m)의 기후 | 완도지역기상서비스센터 (완도군 군외면 불목리, 해발 35.37m)의 기후 | 완도지역기상서비스센터 (완도군 군외면 불목리, 해발 35.37m)의 기후 | 완도지역기상서비스센터 (완도군 군외면 불목리, 해발 35.37m)의 기후 | 완도지역기상서비스센터 (완도군 군외면 불목리, 해발 35.37m)의 기후 | 완도지역기상서비스센터 (완도군 군외면 불목리, 해발 35.37m)의 기후 | 완도지역기상서비스센터 (완도군 군외면 불목리, 해발 35.37m)의 기후 | 완도지역기상서비스센터 (완도군 군외면 불목리, 해발 35.37m)의 기후 | 완도지역기상서비스센터 (완도군 군외면 불목리, 해발 35.37m)의 기후 | 완도지역기상서비스센터 (완도군 군외면 불목리, 해발 35.37m)의 기후 | 완도지역기상서비스센터 (완도군 군외면 불목리, 해발 35.37m)의 기후 | 완도지역기상서비스센터 (완도군 군외면 불목리, 해발 35.37m)의 기후 |
| 월                                                                | 1월                                                               | 2월                                                               | 3월                                                               | 4월                                                               | 5월                                                               | 6월                                                               | 7월                                                               | 8월                                                               | 9월                                                               | 10월                                                              | 11월                                                              | 12월                                                              | 연간                                                              |
| ----------------------------------------------------------------- | ----------------------------------------------------------------- | ----------------------------------------------------------------- | ----------------------------------------------------------------- | ----------------------------------------------------------------- | ----------------------------------------------------------------- | ----------------------------------------------------------------- | ----------------------------------------------------------------- | ----------------------------------------------------------------- | ----------------------------------------------------------------- | ----------------------------------------------------------------- | ----------------------------------------------------------------- | ----------------------------------------------------------------- | ----------------------------------------------------------------- |
| 역대 최고 기온 °C (°F)                                            | 19.5 (67.1)                                                       | 20.4 (68.7)                                                       | 23.0 (73.4)                                                       | 27.6 (81.7)                                                       | 31.9 (89.4)                                                       | 31.9 (89.4)                                                       | 36.2 (97.2)                                                       | 36.9 (98.4)                                                       | 35.7 (96.3)                                                       | 29.9 (85.8)                                                       | 24.4 (75.9)                                                       | 20.3 (68.5)                                                       | 36.9 (98.4)                                                       |
| 일평균 최고 기온 °C (°F)                                          | 6.3 (43.3)                                                        | 8.3 (46.9)                                                        | 12.6 (54.7)                                                       | 17.9 (64.2)                                                       | 22.5 (72.5)                                                       | 25.4 (77.7)                                                       | 28.3 (82.9)                                                       | 29.8 (85.6)                                                       | 26.6 (79.9)                                                       | 21.6 (70.9)                                                       | 15.2 (59.4)                                                       | 8.8 (47.8)                                                        | 18.6 (65.5)                                                       |
| 일일 평균 기온 °C (°F)                                            | 2.7 (36.9)                                                        | 3.9 (39.0)                                                        | 7.8 (46.0)                                                        | 12.9 (55.2)                                                       | 17.6 (63.7)                                                       | 21.2 (70.2)                                                       | 24.7 (76.5)                                                       | 26.0 (78.8)                                                       | 22.3 (72.1)                                                       | 16.9 (62.4)                                                       | 10.8 (51.4)                                                       | 4.9 (40.8)                                                        | 14.3 (57.7)                                                       |
| 일평균 최저 기온 °C (°F)                                          | −0.4 (31.3)                                                       | 0.2 (32.4)                                                        | 3.6 (38.5)                                                        | 8.5 (47.3)                                                        | 13.4 (56.1)                                                       | 17.9 (64.2)                                                       | 22.1 (71.8)                                                       | 23.2 (73.8)                                                       | 19.0 (66.2)                                                       | 13.0 (55.4)                                                       | 7.0 (44.6)                                                        | 1.4 (34.5)                                                        | 10.7 (51.3)                                                       |
| 역대 최저 기온 °C (°F)                                            | −10.2 (13.6)                                                      | −10.7 (12.7)                                                      | −6.9 (19.6)                                                       | −0.9 (30.4)                                                       | 5.1 (41.2)                                                        | 9.9 (49.8)                                                        | 16.5 (61.7)                                                       | 13.9 (57.0)                                                       | 11.0 (51.8)                                                       | 2.1 (35.8)                                                        | −2.9 (26.8)                                                       | −10.2 (13.6)                                                      | −10.7 (12.7)                                                      |
| 평균 강수량 mm (인치)                                             | 34.0 (1.34)                                                       | 52.6 (2.07)                                                       | 103.7 (4.08)                                                      | 141.7 (5.58)                                                      | 147.0 (5.79)                                                      | 207.2 (8.16)                                                      | 257.2 (10.13)                                                     | 238.8 (9.40)                                                      | 176.4 (6.94)                                                      | 73.0 (2.87)                                                       | 62.7 (2.47)                                                       | 37.2 (1.46)                                                       | 1,531.5 (60.30)                                                   |
| 평균 강수일수 (≥ 0.1 mm)                                          | 8.0                                                               | 7.6                                                               | 8.9                                                               | 8.9                                                               | 9.3                                                               | 11.5                                                              | 13.5                                                              | 11.8                                                              | 9.7                                                               | 5.8                                                               | 7.8                                                               | 8.3                                                               | 111.1                                                             |
| 평균 상대 습도 (%)                                                | 65.1                                                              | 64.0                                                              | 64.3                                                              | 65.8                                                              | 70.8                                                              | 79.5                                                              | 85.0                                                              | 82.6                                                              | 77.2                                                              | 69.3                                                              | 68.6                                                              | 66.6                                                              | 71.6                                                              |
| 평균 월간 일조시간                                                | 149.0                                                             | 161.6                                                             | 189.6                                                             | 203.7                                                             | 214.3                                                             | 162.3                                                             | 150.4                                                             | 175.5                                                             | 167.6                                                             | 206.5                                                             | 162.0                                                             | 149.9                                                             | 2,092.4                                                           |
| 출처: 기상청 (평년값: 1991년~2020년, 극값: 1971년~현재)           |                                                                   |                                                                   |                                                                   |                                                                   |                                                                   |                                                                   |                                                                   |                                                                   |                                                                   |                                                                   |                                                                   |                                                                   |                                                                   |

## 행정 구역
완도군의 행정 구역은 3읍 9면으로 구성되어 있다. 완도군의 면적은 396.13 km2이며, 인구는 2015년 12월 말 주민등록 기준으로 53,014 명, 25,535 가구이고, 이 중 35.9%가 군청 소재지인 완도읍에 거주한다.
| 지도 | 읍·면  | 한자   | 면적   | 인구   | 세대 |
| --- | ------ | ------ | ------ | ------ | ---- |
| 완도읍 금일읍 노화읍 군외면 신지면 고금면 약산면 청산면 소안면 금당면 보길면 생일면 해남군 장흥군 고흥군 |        |        |        |        |      |
| 완도읍                                                                                                   | 莞島邑 | 54.11  | 19,031 | 8,429  |      |
| 금일읍                                                                                                   | 金日邑 | 28.14  | 3,947  | 2,051  |      |
| 노화읍                                                                                                   | 蘆花邑 | 31.94  | 5,669  | 2,603  |      |
| 군외면                                                                                                   | 郡外面 | 42.78  | 3,540  | 1,897  |      |
| 신지면                                                                                                   | 新智面 | 31.31  | 3,650  | 1,865  |      |
| 고금면                                                                                                   | 古今面 | 46.38  | 4,602  | 2,376  |      |
| 약산면                                                                                                   | 藥山面 | 28.8   | 2,478  | 1,335  |      |
| 청산면                                                                                                   | 靑山面 | 41.88  | 2,514  | 1,373  |      |
| 소안면                                                                                                   | 所安面 | 28.37  | 2,745  | 1,338  |      |
| 금당면                                                                                                   | 金塘面 | 14.22  | 1,074  | 553    |      |
| 보길면                                                                                                   | 甫吉面 | 32.54  | 2,900  | 1,248  |      |
| 생일면                                                                                                   | 生日面 | 15.07  | 864    | 467    |      |
| 완도군                                                                                                   | 莞島郡 | 396.13 | 53,014 | 25,535 |      |

## 인구
완도군의 연도별 인구 추이
| 연도      | 총인구    |  |
| --------- | --------- |  |
| 1960년    | 126,057명 |  |
| 1966년    | 140,051명 |  |
| 1970년    | 143,095명 |  |
| 1975년    | 141,070명 |  |
| 1980년    | 126,762명 |  |
| 1985년    | 111,205명 |  |
| 1990년    | 85,751명  |  |
| 1995년    | 74,015명  |  |
| 2000년    | 66,978명  |  |
| 2005년    | 58,841명  |  |
| 2010년    | 54,269명  |  |
| 2015년    | 53,014명  |  |
| 2020년    | 49,916명  |  |
| 2025년6월 | 45,108명  |  |

## 경제

### 어업
김, 다시마, 톳, 전복, 매생이, 해삼

### 농업
쌀, 마늘, 포도, 배, 부지화, 유자, 딸기, 방울토마토, 삼지구엽초, 감자, 찰옥수수

### 축업
한우

### 산업
건어물 가공공장, 선박제조, 플라스틱제조업체, 양식

## 문화·관광

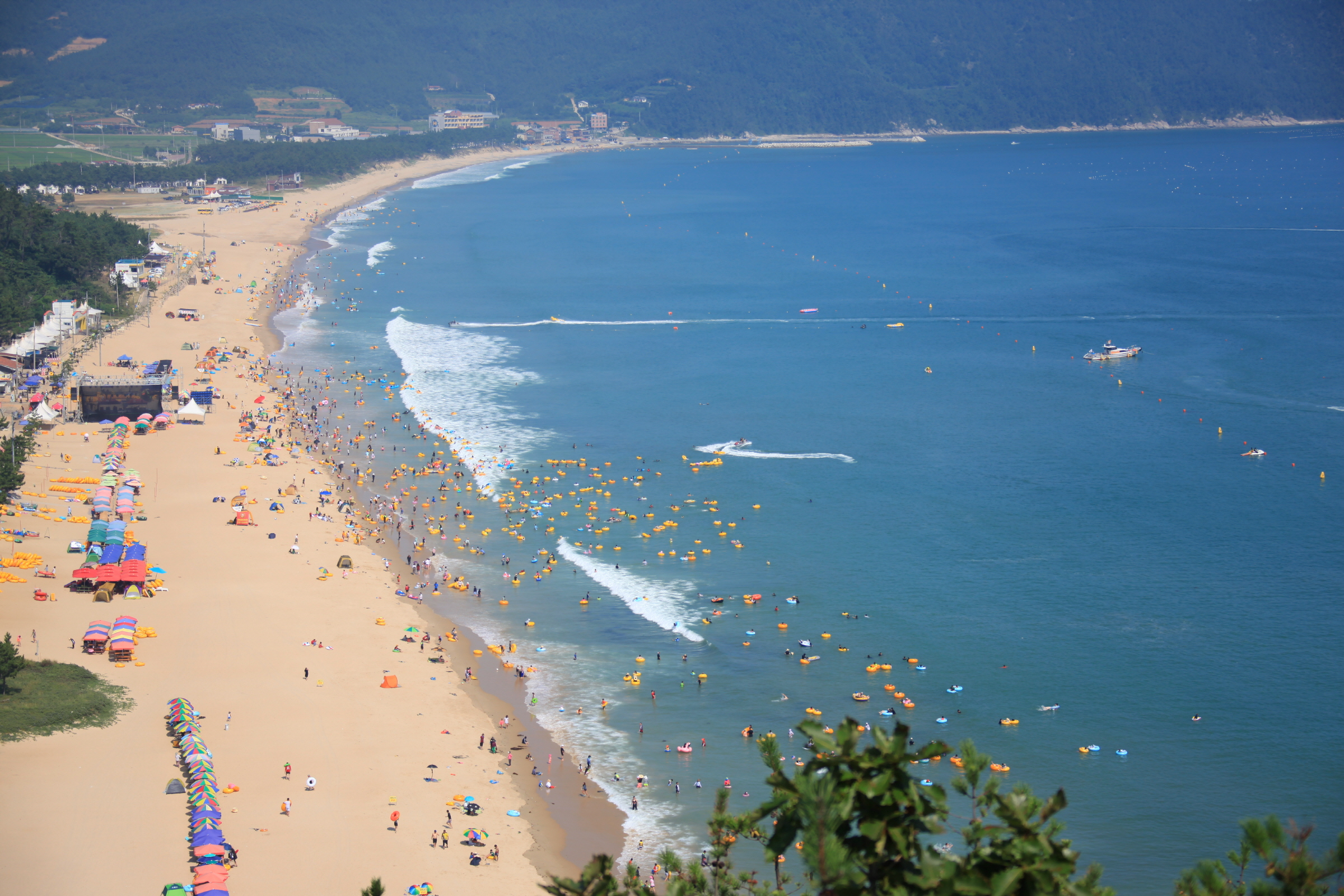
신지명사십리해수욕장

다도해해상국립공원에 속하는 완도는 수려한 해상경관과 많은 문화유적을 보유한 다도해의 주요 관광지 중 하나이다. 완도읍 군내리 앞바다의 주도에는 120여종의 상록수림이 울창해 천연기념물로 지정되었고, 완도읍 죽청리 해안에는 울창한 동백나무 숲이 장관을 이루고 있다. 인근 정도리 해안에는 둥글둥글한 청돌로 이루어진 자갈밭 완도 정도리 구계등이 있다.
완도군 신지면에 있는 신지해수욕장은 남해안 최고의 해수욕장으로 알려져 있다. 백사장 길이 3.8km에 이르고 모래를 밟으면 우는소리가 난다고 하는 울모래가 거의 직선으로 동서10리나 뻗어 있어 명사십리해수욕장이라 부른다. 이곳에서는 명사(明沙)를 울모래 '명사(鳴沙)'라고 쓰고 있다. 배후에는 송림으로 덮여 있고 전면에 훤히 트인 남해를 바라보는 이 해수욕장은 물이 맑고 경사가 완만해 수영초보자에게도 적합하다. 여름철 수온은 21 °C으로, 매년 여름에는 많은 피서객들이 찾고 있다. 여름철에 달구어진 모래로 찜질을 하면 신경통과 관절염, 피부질환에 특효가 있다고 알려져 전국적으로 많은 사람들이 찾고 있다. 2005년 12월에 완도와 신지도를 잇는 신지대교가 완공되어 교통이 더욱 편리해졌다.
기암석으로 이루어진 소안군도의 해안을 지나면 윤선도의 유적지인 부용동(芙蓉洞) 정원이라 불리는 보길도 윤선도 원림이 있다. 노화도와 소화도를 지나 내륙쪽으로 오면 생일도·금일도의 수많은 작은 섬들이 급경사와 암벽을 이루면서 수림과 함께 천연의 해상경치를 이루고 있다.

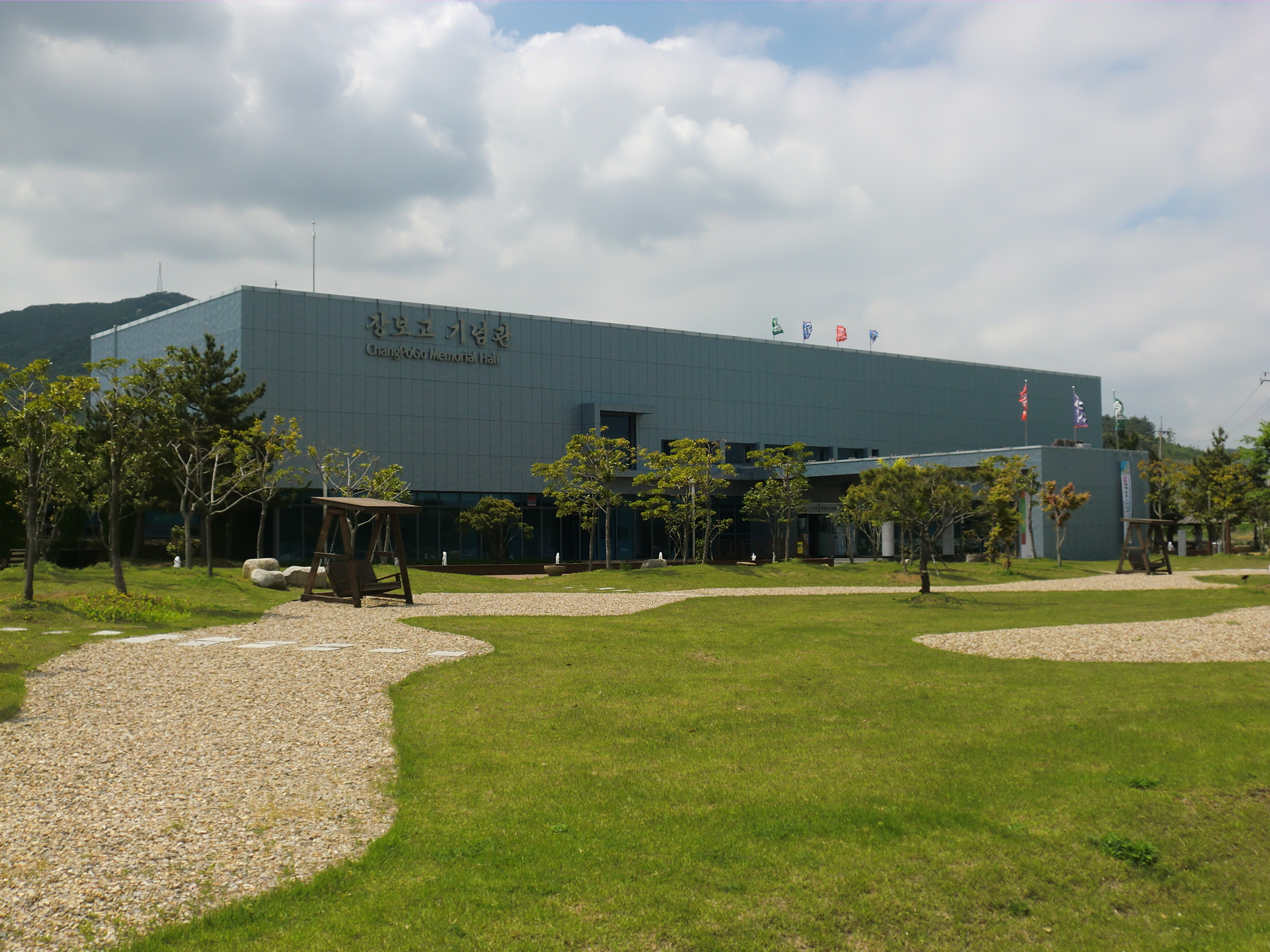
장보고기념관

청산도는 사시사철 푸른 섬이다. 2007년에는 신안 증도, 장흥 장평 유치면, 담양 창평면 등과 함께 아시아 최초의 슬로시티(Slow City)로 인증되었다. 소안도, 보길도, 청산도는 2008년에 행정안전부와 한국관광공사가 공동으로 선정한 "2008 휴양하기 좋은 섬 Best 30"에 선정되었다.
2008년에 장보고기념관이 준공되었으며, 3년간의 공사 끝에 2009년 6월 3일 완도읍 옛 청해진 터에 좌대를 포함한 31.7m의 장보고 청동상이 세워졌다.

### 문화재
완도군에는 국가지정 명승 2곳, 사적 2곳, 천연기념물 7개가 있고 전라남도 지정 기념물 2곳, 무형문화재 1개, 유형문화재 1개, 문화재자료 2개가 지정되어 있다.

#### 명승(2)
- 완도 정도리 구계등 - 명승 제3호
- 보길도 윤선도 원림 - 명승제34호

#### 사적(2)
- 완도 묘당도 이충무공 유적 - 사적 제114호
- 완도 청해진 유적 - 사적 제308호

#### 천연기념물(7)
- 완도 주도 상록수림 - 천연기념물 제28호
- 완도 예송리 상록수림 - 천연기념물 제40호
- 완도 예작도 감탕나무 - 천연기념물 제338호
- 완도 미라리 상록수림 - 천연기념물 제339호
- 완도 맹선리 상록수림 - 천연기념물 제340호
- 완도 대문리 모감주나무 군락 - 천연기념물 제428호
- 완도 정자리 황칠나무 - 천연기념물 제479호

#### 기념물(2)
- 완도법화사지 - 전라남도 시도기념물 제131호
- 완도고금도지석묘군 - 전라남도 시도기념물 제231호

#### 무형문화재
- 완도장좌리당제및당굿 - 전라남도 시도무형문화재 제28호

#### 유형문화재
- 완도 수향사 목조관음보살좌상 - 전라남도 시도유형문화재 제319호

#### 문화재 자료
- 완도향교 - 전라남도 문화재자료 제107호
- 읍리하마비 - 전라남도 문화재자료 제108호
- 읍리지석묘 - 전라남도 문화재자료 제116호
- 우수영전진도첩 - 전라남도 문화재자료 제163호
- 완도신흥사목조약사여래좌상 - 전라남도 문화재자료 제213호
- 완도 청산도 상서마을 옛 담장 - 등록문화재 제279호

### 주요 관광지
- 완도타워
- 장도청해진유적지
- 완도수목원
- 보길도 윤선도 원림
- 슬로시티 청산도
- 신지명사십리해수욕장
- 금당팔경
- 완도어촌민속전시관

### 축제
- 완도국제해조류박람회- 해조류의 다양한 자료를 관람하고 체험할 수 있는 행사이다.
- 청산도 슬로걷기축제 - 아시아 최초 슬로시티로 지정된 완도군 청산도에서 매년 4월에 진행되는 축제이다. 청산도의 슬로걷기 코스는 총 11코스로 되어 있다.
- 장보고 수산물축제 - 보고, 먹고, 체험하는 행복한 완도를 즐길수 있는 축제이다. 매년 5월중 완도해변공원과 청해진유적지 일원에서 개최된다.
- 해맞이축제 - 일몰과 일출이 유명한 완도타워에서 매년 1월1일 펼쳐지는 해맞이 행사이다.
- 청정완도 가을빛여행 - 매년 10월중 완도해변공원과 완도수목원 일원에서 개최되는 완도의 가을숲을 볼 수 있는 축제이다.

## 주요시설

### 행정
- 완도군청
- 완도경찰서
- 완도군의회
- 광주지방법원 해남지원 완도군법원
- 광주지방법원 완도등기소

### 의료
- 공공의료

완도군 보건의료원
완도군 보건의료원은 완도군 직속기관의 공공의료기관으로 의료원 1개소, 11개 보건지소 11개소, 18개 보건진료소를 운영 중으로 진료는 공중보건의사와 보건진료직 간호사가 진료 및 보건사업을 수행하고 있다.
홈페이지 = 완도군 보건의료원
- 민간의료

완도대성병원
군 내 유일한 병원으로 지역의 응급의료 및 산부인과, 소아과 등 취약지 지원 의료기관으로 선정되어 지역민에게 의료서비스를 제공하고 있다.
홈페이지 = 완도대성병원

### 스포츠
- 완도군공설운동장

## 교육
- 완도교육지원청 https://wded.jne.go.kr/wded/main.do?sysId=wded 보관됨 2025-03-09 - 웨이백 머신

- 전라남도 완도군에는 초등학교 103개교(분교 41개교, 분실 8개실 포함), 중학교 16개교(분교 3개교 포함), 고등학교 7개교가 있었다.
- 현재는 초등학교 23개교(분교 2개교 포함), 중학교 14개교(분교 2개교 포함), 고등학교 6개교만이 현존하고 있다.
- 아래의 교육기관 순서는 개교 일자순으로 하였으며, 폐교 역시도 폐교 일자순으로 하였다.
- 다만 분교의 경우 본교급의 나열이 끝난 다음에 나열하며, 폐교가 될 시에는 역시 개교 일자와 상관없이 늦을수록 아래에 배치하였다.[15][16]
- 폐교의 경우 폐교 일자만을 기재하며, 현존하는 학교는 반대로 개교 일자(명칭 변경 등을 제외하고)만을 기재한다.

### 고등학교
| 학교명           | 주소                    | 학급수 | 학생수 | 비고                                  |
| ---------------- | ----------------------- | ------ | ------ | ------------------------------------- |
| 완도수산고등학교 | 완도읍 장보고대로 141   | 14학급 | 227명  | 1951년 10월 10일 개교                 |
| 고금고등학교     | 고금면 고금로684번길 15 | 3학급  | 50명   | 1970년 3월 14일 개교                  |
| 완도고등학교     | 완도읍 개포로135번길 55 | 18학급 | 368명  | 1974년 3월 8일 개교                   |
| 완도금일고등학교 | 금일읍 금일로 420       | 3학급  | 26명   | 1975년 3월 5일 개교                   |
| 노화고등학교     | 노화읍 노화로 763-36    | 6학급  | 108명  | 1980년 3월 10일 개교                  |
| 약산고등학교     | 약산면 약산로 366       | 3학급  | 43명   | 1984년 3월 23일 개교, 약산중학교 병설 |
| 소안고등학교     | 소안면 비자리 1247      | -      | -      | 2013년 3월 1일 폐교                   |

### 중학교
| 학교명                | 주소                         | 학급수 | 학생수 | 비고                                    |
| --------------------- | ---------------------------- | ------ | ------ | --------------------------------------- |
| 완도중학교            | 완도읍 청해진남로 88         | 12학급 | 262명  | 1945년 10월 10일 개교                   |
| 고금중학교            | 고금면 농상도남길 16-38      | 4학급  | 62명   | 1960년 5월 8일 개교                     |
| 청산중학교            | 청산면 청산로 1579-74        | 3학급  | 20명   | 1967년 3월 6일 개교                     |
| 금당중학교            | 금당면 금당로 230            | 2학급  | 6명    | 1968년 3월 19일 개교                    |
| 군외중학교            | 군외면 청해진로240번길 37-26 | 3학급  | 17명   | 1968년 3월 21일 개교                    |
| 소안중학교            | 소안면 비자34번길 17         | 4학급  | 41명   | 1968년 3월 23일 개교                    |
| 노화중학교            | 노화읍 노화서로 1-14         | 7학급  | 129명  | 1968년 5월 10일 개교                    |
| 약산중학교            | 약산면 약산로 366            | 4학급  | 23명   | 1969년 3월 11일 개교, 약산고등학교 병설 |
| 금일중학교            | 금일읍 금일로 445-1          | 3학급  | 51명   | 1969년 3월 12일 개교                    |
| 완도여자중학교        | 완도읍 노두목길 20           | 11학급 | 246명  | 1971년 3월 9일 개교                     |
| 완도신지중학교        | 신지면 대곡길 26             | 4학급  | 29명   | 1971년 3월 10일 개교                    |
| 완도보길중학교        | 보길면 보길로 1-2            | 3학급  | 59명   | 1975년 3월 7일 개교                     |
| 금일중학교 생일분교   | 생일면 생일로613번길 41      | 2학급  | 7명    | 1981년 9월 1일 개교                     |
| 노화중학교 넙도분교   | 노화읍 넙도길 294-31         | 1학급  | 4명    | 1985년 3월 6일 개교, 넙도초등학교 병설  |
| 완도신지동중학교      | 신지면 신지로 854            | -      | -      | 1994년 3월 1일 폐교                     |
| 청산중학교 청산동분교 | 청산면 청산로 541            | -      | -      | 2009년 3월 1일 폐교                     |

### 초등학교
| 학교명                    | 주소                        | 학급수 | 학생수 | 비고                                          |
| ------------------------- | --------------------------- | ------ | ------ | --------------------------------------------- |
| 완도초등학교              | 완도읍 중앙길 43            | 14학급 | 197명  | 1906년 11월 21일 개교                         |
| 고금초등학교              | 고금면 고금동로 17-33       | 8학급  | 104명  | 1911년 6월 8일 개교                           |
| 금일초등학교              | 금일읍 금일로457번길 38     | 7학급  | 71명   | 1921년 4월 5일 개교                           |
| 약산초등학교              | 약산면 약산로 351-1         | 7학급  | 49명   | 1922년 5월 5일 개교                           |
| 보길초등학교              | 보길면 부황길 67            | 7학급  | 88명   | 1924년 4월 1일 개교                           |
| 군외초등학교              | 군외면 청해진서로 2020      | 7학급  | 24명   | 1926년 4월 15일 개교                          |
| 소안초등학교              | 소안면 소안로 213           | 6학급  | 89명   | 1926년 9월 6일 개교                           |
| 금당초등학교              | 금당면 금당로 220-23        | 6학급  | 26명   | 1928년 10월 2일 개교                          |
| 신지초등학교              | 신지면 대곡48번길 37        | 6학급  | 36명   | 1929년 9월 18일 개교                          |
| 노화초등학교              | 노화읍 노화서로 149         | 6학급  | 91명   | 1932년 9월 1일 개교                           |
| 청산초등학교              | 청산면 청산로 1602-1        | 6학급  | 26명   | 1932년 10월 10일 개교                         |
| 화흥초등학교              | 완도읍 청해진서로 824       | 7학급  | 38명   | 1934년 5월 22일 개교                          |
| 생영초등학교              | 생일면 생일로579번길 3      | 7학급  | 23명   | 1935년 4월 20일 개교                          |
| 금일동초등학교            | 금일읍 금일로725번길 18-13  | 6학급  | 40명   | 1935년 10월 1일 개교                          |
| 청해초등학교              | 완도읍 청해진로 1374        | 7학급  | 53명   | 1941년 8월 1일 개교                           |
| 넙도초등학교              | 노화읍 넙도길 294-31        | 3학급  | 7명    | 1943년 4월 1일 개교, 노화중학교 넙도분교 병설 |
| 신지동초등학교            | 신지면 신지로 815-1         | 6학급  | 19명   | 1946년 11월 4일 개교                          |
| 보길동초등학교            | 보길면 보길동로392번길 6-18 | 7학급  | 68명   | 1955년 6월 30일 개교                          |
| 노화북초등학교            | 노화읍 노화서로614번길 102  | 7학급  | 57명   | 1961년 5월 15일 개교                          |
| 노화중앙초등학교          | 노화읍 이목25번길 49-13     | 6학급  | 38명   | 1969년 9월 3일 개교                           |
| 완도중앙초등학교          | 완도읍 개포로135번길 37     | 31학급 | 669명  | 1985년 6월 5일 개교                           |
| 청산초등학교 모도분교     | 청산면 대모도12번길 12-23   | 1학급  | 2명    | 1937년 4월 1일 개교                           |
| 넙도초등학교 서리분교     | 노화읍 서넙도길 68          | 2학급  | 6명    | 1950년 5월 22일 개교                          |
| 넙도국민학교 소제원도분실 | 노화읍 내리 소정원도        | -      | -      | 1975년 12월 31일 폐교                         |
| 넙도국민학교 멍섬분실     | 노화읍 방서리 멍섬          | -      | -      | 1979년 9월 15일 폐교                          |
| 넙도국민학교 대장구도분실 | 노화읍 내리 대장구도(?)     | -      | -      | 1983년 3월 1일 폐교                           |
| 넙도국민학교 장구분교     | 노화읍 내리 대장구도(?)     | -      | -      | 1983년 3월 1일 폐교                           |
| 넙도국민학교 소장구도분실 | 노화읍 내리 소장구도        | -      | -      | 1983년 4월 1일 폐교                           |
| 넙도국민학교 대제원도분실 | 노화읍 내리 대제원도        | -      | -      | 1985년 9월 18일 폐교                          |
| 넙도국민학교 마안분교     | 노화읍 마안도길 39          | -      | -      | 1986년 3월 1일 폐교                           |
| 넙도국민학교 죽굴도분실   | 노화읍 방서리 산 2-3        | -      | -      | 1987년 9월 16일 폐교                          |
| 군외국민학교 서화도분실   | 군외면 당인리 산 125-1      | -      | -      | 1988년 2월 29일 폐교                          |
| 노화북국민학교 마삭분교   | 노화읍 신양리 산 302-1      | -      | -      | 1989년 4월 3일 폐교                           |
| 금당국민학교 대화분교     | 금당면 육산리 산 332        | -      | -      | 1989년 12월 18일 폐교                         |
| 군외국민학교 화도분교     | 군외면 당인리 산 76-2       | -      | -      | 1991년 3월 1일 폐교                           |
| 넙도국민학교 후도분교     | 노화읍 내리 산 200          | -      | -      | 1991년 3월 8일 폐교                           |
| 금일국민학교 장도분교     | 금일읍 장원리 43            | -      | -      | 1991년 6월 19일 폐교                          |
| 덕동국민학교 초도분교     | 고금면 덕동리 산 170        | -      | -      | 1991년 6월 19일 폐교                          |
| 소랑국민학교 부도분교     | 금일읍 사동리 산 105-1      | -      | -      | 1992년 3월 1일 폐교                           |
| 소랑국민학교 섭도분교     | 금일읍 섭도길 24            | -      | -      | 1992년 3월 1일 폐교                           |
| 금일국민학교 원도분교     | 금일읍 장원리 157           | -      | -      | 1992년 5월 21일 폐교                          |
| 금일국민학교 황제분교     | 금일읍 황제도길 11          | -      | -      | 1992년 5월 21일 폐교                          |
| 고금국민학교 척찬분교     | 고금면 도남리 1210          | -      | -      | 1993년 9월 1일 폐교                           |
| 생영국민학교 금곡분교     | 생일면 생일로 1143-1        | -      | -      | 1993년 9월 1일 폐교                           |
| 약산국민학교 득암분교     | 약산면 득암4번길 37         | -      | -      | 1993년 9월 1일 폐교                           |
| 보길남국민학교            | 보길면 선창2길 22-23        | -      | -      | 1994년 3월 1일 폐교                           |
| 넙도국민학교 어룡분교     | 노화읍 내리 산 321          | -      | -      | 1994년 3월 1일 폐교                           |
| 신지동국민학교 모황분교   | 신지면 월양리 산 412        | -      | -      | 1994년 3월 1일 폐교                           |
| 고금국민학교 봉명분교     | 고금면 봉명리 228           | -      | -      | 1994년 9월 1일 폐교                           |
| 고금국민학교 용초분교     | 고금면 용초길 87            | -      | -      | 1994년 9월 1일 폐교                           |
| 고금국민학교 청학분교     | 고금면 청용리 449           | -      | -      | 1994년 9월 1일 폐교                           |
| 금일동국민학교 다랑분교   | 금일읍 다랑도길 32-4        | -      | -      | 1994년 9월 1일 폐교                           |
| 약산국민학교 넙고분교     | 약산면 천동넙고길 126       | -      | -      | 1994년 9월 1일 폐교                           |
| 청산중앙국민학교 청장분교 | 청산면 지리 산 276-2        | -      | -      | 1994년 9월 1일 폐교                           |
| 금당국민학교 가학분교     | 금당면 가학안골길 18-35     | -      | -      | 1995년 3월 1일 폐교                           |
| 군외국민학교 달도분교     | 군외면 원동리 696           | -      | -      | 1995년 9월 1일 폐교                           |
| 군외동국민학교 토도분교   | 군외면 토도길 8-16          | -      | -      | 1995년 9월 1일 폐교                           |
| 금당중앙초등학교 허우분교 | 금당면 허우도길 14-1        | -      | -      | 1996년 3월 1일 폐교                           |
| 노화초등학교 노록분교     | 노화읍 노록도길 72          | -      | -      | 1996년 3월 1일 폐교                           |
| 소안초등학교 맹선분교     | 소안면 소안로 1084          | -      | -      | 1996년 3월 1일 폐교                           |
| 소안초등학교 북암분교     | 소안면 이월리 산 84-1       | -      | -      | 1996년 3월 1일 폐교                           |
| 소안초등학교 항립분교     | 소안면 당사도길 17-36       | -      | -      | 1996년 3월 1일 폐교                           |
| 청산중앙초등학교 모동분교 | 청산면 대모도길 404-5       | -      | -      | 1996년 3월 1일 폐교                           |
| 청산중앙초등학교 모북분교 | 청산면 모도리 1759          | -      | -      | 1996년 3월 1일 폐교                           |
| 청산중앙초등학교 국산분교 | 청산면 청산로 965           | -      | -      | 1996년 9월 1일 폐교                           |
| 덕동초등학교 덕도분교     | 고금면 덕동리 산 101-3      | -      | -      | 1997년 3월 1일 폐교                           |
| 완도초등학교 구계분교     | 완도읍 청해진서로 476       | -      | -      | 1997년 9월 1일 폐교                           |
| 금일동초등학교 우도분교   | 금일읍 사동리 372           | -      | -      | 1998년 3월 1일 폐교                           |
| 금일초등학교 일정분교     | 금일읍 금일로 53            | -      | -      | 1998년 3월 1일 폐교                           |
| 약산초등학교 우두분교     | 약산면 우두리 1047          | -      | -      | 1998년 3월 1일 폐교                           |
| 금일초등학교 충도분교     | 금일읍 금일충도길 34        | -      | -      | 1998년 3월 30일 폐교                          |
| 정자초등학교              | 보길면 정자길 14            | -      | -      | 1999년 3월 1일 폐교                           |
| 학산초등학교              | 소안면 미라리 456           | -      | -      | 1999년 3월 1일 폐교                           |
| 군외동초등학교 황진분교   | 군외면 청해진로 462         | -      | -      | 1999년 3월 1일 폐교                           |
| 금당초등학교 차우분교     | 금당면 세포길 12            | -      | -      | 1999년 3월 1일 폐교                           |
| 신지초등학교 강독분교     | 신지면 강독길 12-38         | -      | -      | 1999년 3월 1일 폐교                           |
| 청산초등학교 권덕분교     | 청산면 청산남로 320         | -      | -      | 1999년 3월 1일 폐교                           |
| 해동초등학교 어두분교     | 약산면 약산로 1020          | -      | -      | 1999년 3월 1일 폐교                           |
| 고금남초등학교            | 고금면 회룡길 21            | -      | -      | 1999년 9월 1일 폐교                           |
| 군외남초등학교            | 군외면 삼두리 728-4         | -      | -      | 1999년 9월 1일 폐교                           |
| 동고초등학교              | 신지면 신지로 1233          | -      | -      | 1999년 9월 1일 폐교                           |
| 고금초등학교 가교분교     | 고금면 가교길 30            | -      | -      | 2000년 3월 1일 폐교                           |
| 군외초등학교 고마분교     | 군외면 불목리 653           | -      | -      | 2000년 3월 1일 폐교                           |
| 군외초등학교 흑일분교     | 군외면 흑일도길 2-100       | -      | -      | 2000년 3월 1일 폐교                           |
| 소안초등학교 구도분교     | 소안면 횡간리 산 231        | -      | -      | 2000년 9월 1일 폐교                           |
| 군외초등학교 사후분교     | 군외면 사후도길 46          | -      | -      | 2001년 9월 1일 폐교                           |
| 보길동초등학교 예송분교   | 보길면 예송1길 25-2         | -      | -      | 2001년 9월 1일 폐교                           |
| 고금초등학교 덕동분교     | 고금면 고금동로 571         | -      | -      | 2002년 3월 1일 폐교                           |
| 신지초등학교 송곡분교     | 신지면 신지로 94            | -      | -      | 2002년 3월 1일 폐교                           |
| 해동초등학교              | 약산면 해동리 402           | -      | -      | 2003년 3월 1일 폐교                           |
| 금일동초등학교 소랑분교   | 금일읍 소랑길 36            | -      | -      | 2006년 9월 1일 폐교                           |
| 금일초등학교 덕우분교     | 생일면 봉선리 862           | -      | -      | 2006년 9월 1일 폐교                           |
| 소안초등학교 진산분교     | 소안면 진산리 847-8         | -      | -      | 2008년 3월 1일 폐교                           |
| 소안초등학교 횡간분교     | 소안면 횡간도43번길 11      | -      | -      | 2008년 3월 1일 폐교                           |
| 노화동초등학교            | 노화읍 노화로 288           | -      | -      | 2009년 3월 1일 폐교                           |
| 금당초등학교 비견분교     | 금당면 차우리 1555          | -      | -      | 2009년 3월 1일 폐교                           |
| 생영초등학교 봉선분교     | 생일면 용출2길 26           | -      | -      | 2009년 3월 1일 폐교                           |
| 청산초등학교 청산동분교   | 청산면 신풍길 5-22          | -      | -      | 2009년 3월 1일 폐교                           |
| 군외초등학교 백일분교     | 군외면 백일도길 33-19       | -      | -      | 2010년 10월 5일 폐교                          |
| 금일초등학교 신도분교     | 금일읍 신도길 41-1          | -      | -      | 2011년 3월 1일 폐교                           |
| 청산초등학교 여서분교     | 청산면 여서리 556           | -      | -      | 2011년 3월 1일 폐교                           |
| 보길동초등학교 예작분교   | 보길면 예작도길 1-14        | -      | -      | 2019년 3월 1일 폐교                           |
| 군외초등학교 불목분교     | 군외면 청해진북로 609       | -      | -      | 2020년 2월 29일 폐교                          |

### 유치원[58]
| 학교명                            | 주소                      | 학급수 | 원아수 | 비고                 |
| --------------------------------- | ------------------------- | ------ | ------ | -------------------- |
| 완도유치원                        | 완도읍 개포로145번길 38-9 | 6학급  | 89명   | 2005년 4월 15일 개원 |
| 완도초등학교 병설유치원           | -                         | 3학급  | 32명   | 1986년 3월 1일 개원  |
| 화흥초등학교 병설유치원           | -                         | 1학급  | 7명    | 1981년 3월 5일 개원  |
| 청해초등학교 병설유치원           | -                         | 2학급  | 6명    | 1984년 3월 5일 개원  |
| 군외초등학교 병설유치원           | -                         | 1학급  | 1명    | 1983년 3월 22일 개원 |
| 신지초등학교 병설유치원           | -                         | 1학급  | 6명    | 1981년 3월 1일 개원  |
| 신지동초등학교 병설유치원         | -                         | 1학급  | 5명    | 1984년 3월 1일 개원  |
| 약산초등학교 병설유치원           | -                         | 1학급  | 4명    | 1980년 3월 1일 개원  |
| 금일초등학교 병설유치원           | -                         | 3학급  | 29명   | 1982년 3월 5일 개원  |
| 금일동초등학교 병설유치원         | -                         | 2학급  | 18명   | 1984년 3월 5일 개원  |
| 생영초등학교 병설유치원           | -                         | 1학급  | 6명    | 1985년 3월 5일 개원  |
| 금당초등학교 병설유치원           | -                         | 1학급  | 5명    | 1984년 3월 17일 개원 |
| 청산초등학교 병설유치원           | -                         | 1학급  | 4명    | 1981년 3월 1일 개원  |
| 소안초등학교 병설유치원           | -                         | 3학급  | 33명   | 1981년 3월 1일 개원  |
| 노화초등학교 병설유치원           | -                         | 3학급  | 35명   | 1984년 3월 9일 개원  |
| 노화중앙초등학교 병설유치원       | -                         | 1학급  | 11명   | 1981년 3월 1일 개원  |
| 노화북초등학교 병설유치원         | -                         | 2학급  | 16명   | 1981년 3월 1일 개원  |
| 넙도초등학교 병설서리분교장유치원 | -                         | 1학급  | 4명    | 2020년 9월 1일 개원  |
| 보길초등학교 병설유치원           | -                         | 2학급  | 21명   | 1987년 3월 1일 개원  |
| 보길동초등학교 병설유치원         | -                         | 2학급  | 14명   | 1981년 1월 27일 개원 |

## FM 라디오 주파수 방송 목록
- 88.1 - 광주KBS 제2라디오 해피FM (해남 대둔산)
- 88.3 - 전주KBS 제1라디오 (구례 노고단)
- 89.1 - 목포MBC 표준FM (해남 대둔산)
- 89.7 - BBS 광주불교방송 (광주 무등산)
- 90.5 - 광주KBS 제1라디오 (광주 무등산)
- 91.5 - 광주MBC FM4U (광주 무등산)
- 92.3 - 광주KBS 클래식FM (광주 무등산)
- 93.1 - febc 광주극동방송 (광주 무등산)
- 93.9 - 광주MBC 표준FM (광주 무등산)
- 94.7 - 남도국악방송 (해남 대둔산)
- 95.1 - 광주MBC FM4U (구례 노고단)
- 95.5 - 광주KBS 제2라디오 해피FM (광주 무등산)
- 96.5 - KFN 라디오 (광주 무등산)
- 97.3 - TBN 광주교통방송 (광주 무등산)
- 98.1 - 광주CBS 음악FM (광주 무등산)
- 98.3 - 목포KBS 클래식FM (목포 양을산)
- 98.7 - GGN 글로벌광주방송 (광주 무등산)
- 99.3 - 광주국악방송 (광주 무등산)
- 99.9 - cpbc 광주가톨릭평화방송 (광주 무등산)
- 100.5 - febc 목포극동방송 (목포 양을산)
- 101.1 - 광주kbc 마이FM (광주 무등산)
- 101.7 - 전주MBC 표준FM (구례 노고단)
- 102.3 - 목포MBC FM4U (목포 양을산)
- 103.1 - 광주CBS 표준FM (광주 무등산)
- 104.1 - EBS 라디오 (해남 대둔산)
- 104.5 - 전주KBS 클래식FM (구례 노고단)
- 105.3 - EBS 라디오 (광주 무등산)
- 105.9 - 목포KBS 제1라디오 (해남 대둔산)
- 106.7 - EBS 라디오 (목포 양을산)
- 106.9 - EBS 라디오 (장흥)
- 107.5 - EBS 라디오 (구례 노고단)
- 107.9 - WBS 광주원음방송 (광주 무등산)

## 자매 도시
- 대한민국 서울특별시 강동구, 노원구
- 대한민국 인천광역시 연수구
- 대한민국 충청남도 천안시
- 중국 장쑤성 롄윈강시 롄윈구
- 베트남 트어티엔후에성

### 네트워크 교류 도시
- 대한민국 대구광역시 군위군
- 대한민국 대전광역시 유성구
- 대한민국 인천광역시 부평구
- 대한민국 광주광역시 북구
- 대한민국 울산광역시 북구
- 대한민국 경기도 의왕시
- 대한민국 강원특별자치도 평창군
- 대한민국 충청남도 금산군
- 대한민국 충청북도 충주군
- 대한민국 전북특별자치도 무주군
- 대한민국 경상남도 고성군
- 대한민국 제주특별자치도 서귀포시

## 사건
현재 완도군과 제주특별자치도 사이엔 사수도의 관할권을 놓고 분쟁이 있다. 완도군에서는 사수도를 장수도로 부르면서 장수도는 완도군에 속하고 있다고 주장한다. 그러나 사수도는 제주특별자치도 제주시 추자면에 속한 섬으로, 제주시가 실질적인 관리를 하고 있다. 이에 제주도 북제주군(지금의 제주시)은 2005년 헌법재판소에 사수도의 관할권에 대한 권한쟁의심판을 제기하였으며, 2008년 12월 26일에 헌법재판소는 사수도가 제주특별자치도에 속해 있다고 결정하였다.

## 같이 보기
- 신지도
- 생일도
- 청산도